# Puebla (estado)

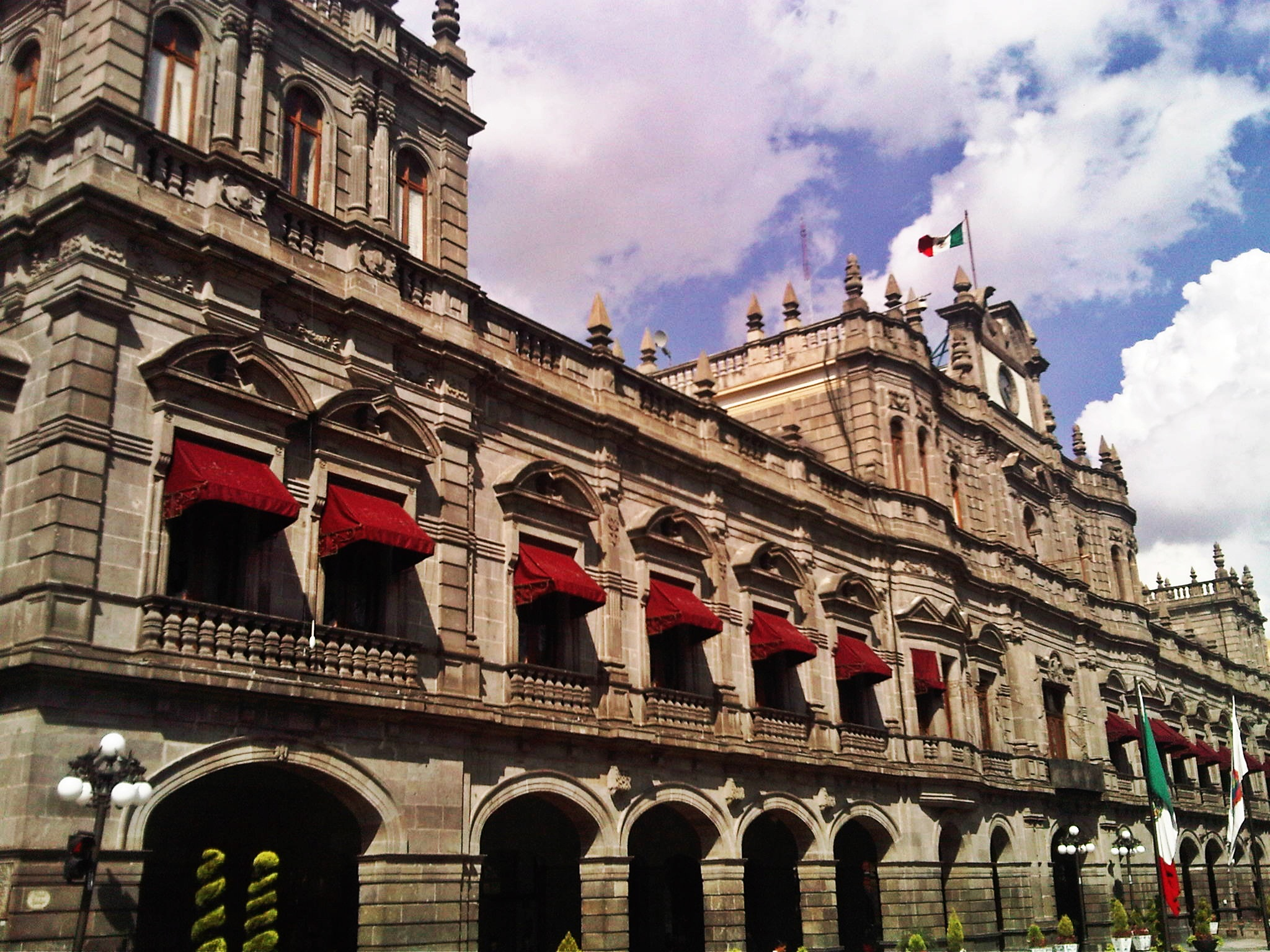

Puebla ou Póvoa é um dos 31 estados do México, localizado no centro-sul do país.
Com capital fundada por exploradores espanhóis, também é conhecida pelo mesmo nome de Puebla e como Cuetlaxcōāpan, em Nahuatl, um idioma autóctone ainda praticado na região, muito embora, formal e oficialmente o município traga o nome de Heroica Puebla de Zaragoza.